# Дзэттай-рёики

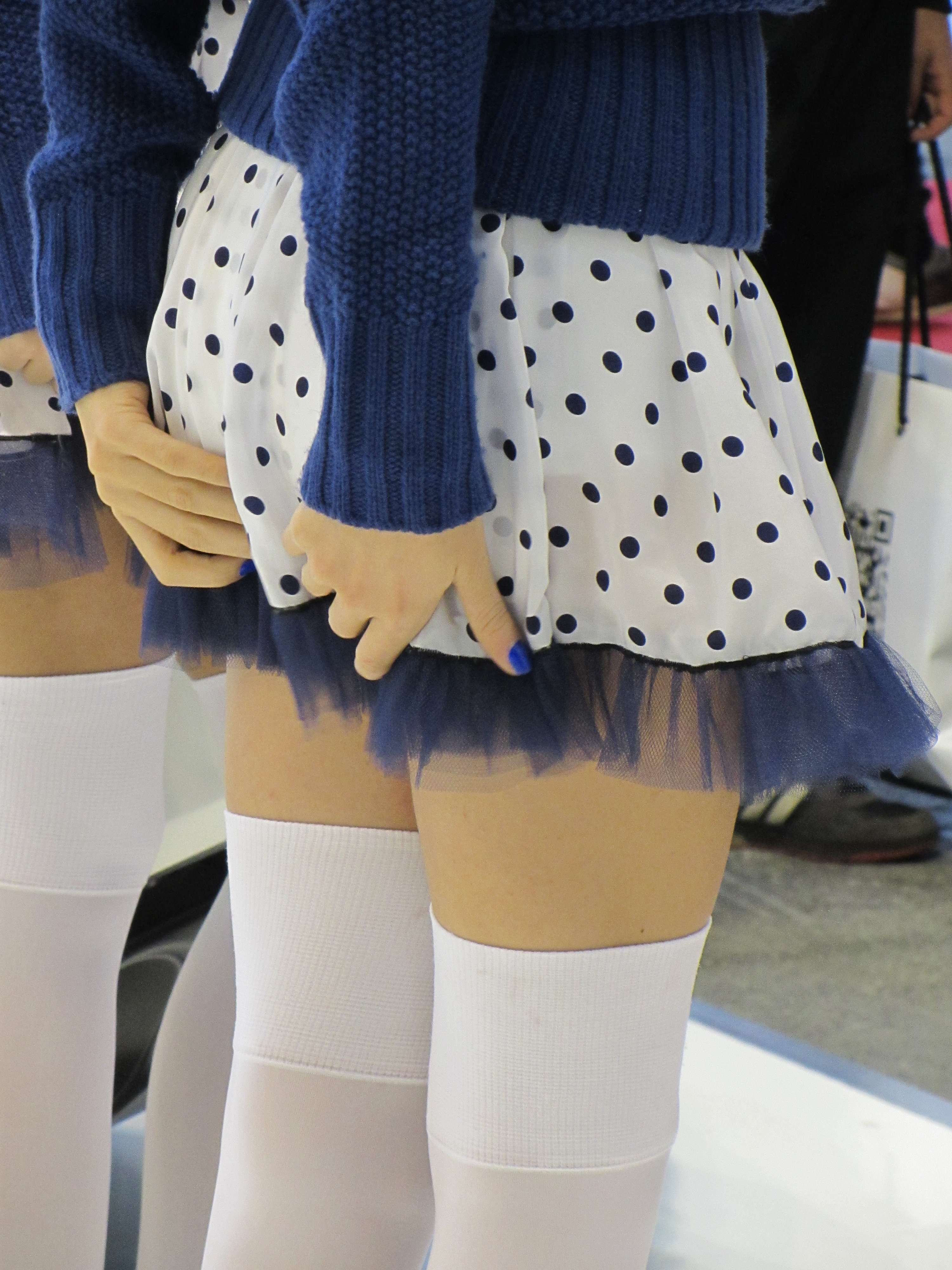

Дзэттай-рёики (яп. 絶対領域 дзэттай рё:ики, букв. «абсолютная территория») — область непокрытой кожи в промежутке между чулками/гольфами выше колен и мини-юбкой (или шортами). Впервые этот термин стал широко применяться в сленге отаку при описании внешнего вида привлекательных (в стиле моэ) женских персонажей аниме и манги. Теперь же он вошёл в употребление и среди обычных людей.

## Классификация и идеальные пропорции

Идеальным соотношением длины мини-юбки, открытой части бедра и надколенной части гольфов считается 4 : 1 : 2,5 с допуском 25 %.
Поклонники дзэттай-рёики классифицируют его по размеру видимой, непокрытой части кожи, которая зависит от высоты гольфов и длины юбки. Дзэттай-рёики делят на классы от E (слишком продолжительная видимая область ноги, юбка тоже слишком длинная) до класса A (короткая юбка, высокие гольфы, короткая открытая область).

## Популярность
Такая комбинация в одежде очень популярна в Японии. Как и в случае луз-сокс, для того чтобы приклеить носки или гетры к ногам и добиться таким образом идеального внешнего вида, может использоваться специальный «клей для носков».
В 2013 году японское рекламное агентство WIT начало кампанию, в рамках которой платило женщинам за носку на верхней части бёдер временных татуировок с рекламой различных товаров и изданий. Чтобы эту область с рекламой выделить, им советовали носить юбки и длинные носки.
8 февраля 2014 в Акихабаре (Токио) открылся магазин под названием «Дзэттай-рёики», специализирующийся на гольфах высотой выше колен и колготках.

## Этимология

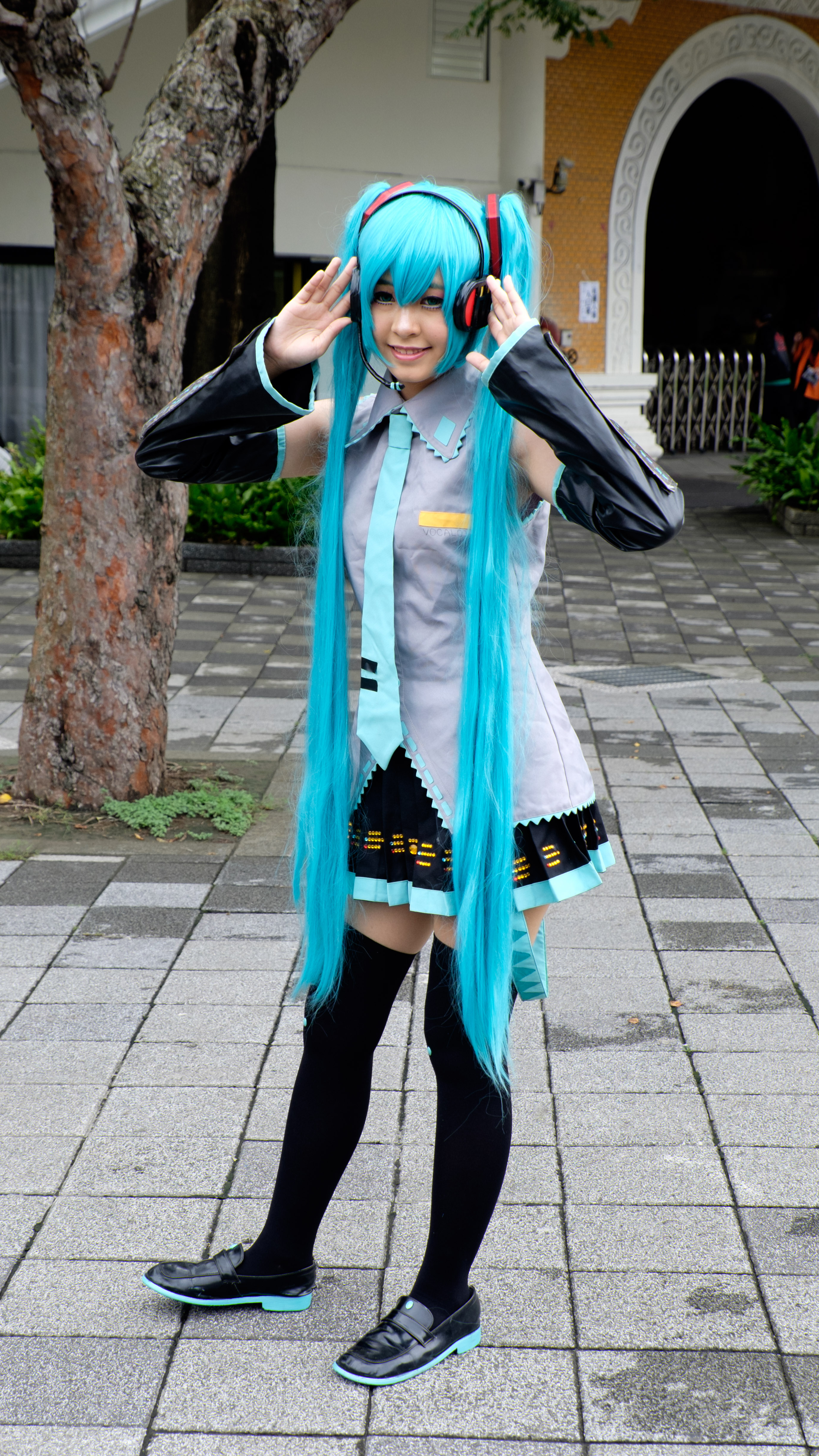

Термин восходит к аниме-сериалу 1995 года Neon Genesis Evangelion, где он был использован в другом значении. Во вложенном к видеокассетам формата VHS листочке выражение «Дзэттай Кёфу Рёики» (яп. 絶対恐怖領域 Дзэттай кё:фу рё:ики, букв. «Зона/территория абсолютного ужаса») было использовано как перевод на японский язык англоязычного термина «A.T.Field» (яп. ATフィールド). В этом аниме А.Т. Field — это один из типов защитного энергетического щита. Его также называли «священной областью, куда никто не может вторгнуться» (яп. 何人にも侵されざる聖なる領域), поскольку он делал его использующего неприступным для атак. Также этот термин мог использоваться и в другом, переносном смысле — как отсылка к «непроницаемости души» (яп. 心の壁). Кроме того, в манге Neon Genesis Evangelion фуриганой рядом со словами «A.T. Field» указывался сокращённый вариант этого термина — «Дзэттай рёики». Вот это представление о «священной области, куда никто не может вторгнуться» из аниме и манги и было тем, откуда текущий смысл термина возник. Выражение сначала распространялось в сообществе отаку, а затем начало широко использоваться за пределами субкультуры отаку. Например, сейчас оно включено в японский словарь общего назначения «Дайдзисэн».

## Заявка на регистрацию товарного знака
13 февраля 2006 года японская компания Banpresto, производившая видеоигры по мотивам Neon Genesis Evangelion, подала две заявки на регистрацию термина «дзэттай-рёики» как товарного знака. 26 июня оба ходатайства были отклонены. Указанная при отказе причина — неоплаченные регистрационные сборы.